# 陈伟强
陈伟强（1958年6月7日—），中国前举重运动员，生于广东省东莞市石龙镇。其叔叔是中国举重历史上传奇人物陳鏡開，另一个叔叔陳滿林也是一位举重名将。

## 主要成绩
陈伟强的运动巅峰期在1980年，但由于政治原因未能参加莫斯科奥运会。直到1984年，陈伟强才得以参加洛杉矶奥运会男子举重60公斤级比赛。虽然不占优势，但他最终凭借体重优势战胜罗马尼亚选手格鲁·拉杜，获得冠军，继曾国强、吴数德之后，成为中国奥运会历史上第三位举重冠军。值得一提是，代表中华台北出战的选手蔡溫義获得该项赛事的季军。这是奥运会历史上，台湾海峡两岸的运动员首次同时登上领奖台。
1984年奥运会之后，陈伟强退役。退役后的陈伟强曾任职中国国家举重队教练，后返回广东省举重队担任教练。

## 資料來源
1. ↑  .   [2012-11-02]. （原始内容存档于2016-03-04）.
2. ↑  .   [2012-11-06]. （原始内容存档于2019-06-10）.
3. ↑  刘小明. . 人民日报. 1984-08-02: 1.
4. ↑  【冠军访谈】陈伟强：意料之外的奥运金牌[永久]
5. ↑  .   [2012-11-02]. （原始内容存档于2020-02-02）.